# Miller Brewing Company
La Miller Brewing Company est une entreprise brassicole américaine appartenant à la compagnie britannique SABMiller. Son siège régional se trouve à Milwaukee au Wisconsin. La compagnie possède des installations à Albany, Chippewa Falls, Eden, Fort Worth, Irwindale, Milwaukee et Trenton. 

## Histoire
La Miller Brewing Company est achetée en 1970 par Philip Morris.
Comme de nombreuses autres entreprises américaines de boisson et spiritueux, la Miller Brewing Company est mise en cause au milieu des années 1970 : « les ententes sur les prix, le dumping, et les remises d'incitations illégales se pratiquent dans l'industrie de la bière à une telle échelle qu'on peut dire qu'ils sont devenus la norme », indique le BATF (Bureau de l'alcool, du tabac, des armes à feu et explosifs). Ces pratiques ont notamment permis aux plus grosses entreprises de détruire des centaines de petites entreprises.
En 2002, elle fusionne avec South African Breweries pour former SABMiller.
Le 1er juillet 2008, la compagnie MillerCoors est fondée comme coentreprise avec son rival Molson Coors Brewing Company pour consolider la production et distribution des produits aux États-Unis, avec les deux compagnies restant indépendantes au niveau des opérations corporatives et internationales. Le symbole du billet d'action est SAB.L.

## Gamme
Miller produit de nombreuses bières.
La Miller High Life, sa plus vieille marque, est une pils produite depuis 1903, dont le titre alcoolique est de 4,6%. Son taux élevé en dioxyde de carbone la fait comparer au champagne par l’entreprise, qui la promeut avec le slogan « The Champagne of Beers ». Cette appellation étant en contravention avec la réglementation européenne sur les appellations d’origine protégée, l’importation de cette bière dans l’Union Européenne l’expose à la destruction.